# Валеріо Бертотто
Валеріо Бертотто (італ. Valerio Bertotto, нар. 15 січня 1973, Турин) — італійський футболіст, що грав на позиції правого захисника, зокрема, за клуб «Удінезе», а також національну збірну Італії. По завершенні ігрової кар'єри — тренер.

## Клубна кар'єра
Народився 15 січня 1973 року в місті Турин. Вихованець футбольної школи клубу «Барканова».
У дорослому футболі дебютував 1990 року виступами за команду «Алессандрія», в якій провів три сезони, взявши участь у 26 матчах чемпіонату, здебільшого у третьому дивізіоні.
1993 року молодого захисника запросив «Удінезе», у складі якого той відразу ж почав отримувати регулярну ігрову практику на рівні Серії A. Щоправда в сезоні 1993/94 не зумів допомогти команді зберегти місце в еліті, однак з першої ж спроби команді з Удіне вдалося повернутися до найвищого дивізіону. Загалом захищав кольори «Удінезе» протягом тринадцяти сезонів (з них 12 у найвищому дивізіоні), здебільшого був основним гравцем її захисту і взяв участь у понад 400 іграх команди в усіх турнірах.
Протягом 2006—2008 років захищав кольори вищолігової «Сієна», а завершував ігрову кар'єру виступами за «Венецію» з третього італійського дивізіону протягом 2009 року.

## Виступи за збірну
2000 року дебютував в офіційних матчах у складі національної збірної Італії. Загалом протягом двох років провів у її формі чотири матчі.

## Кар'єра тренера
Протягом 2012–2015 років тренував юнацьку збірну Італії з гравців третього дивізіону першості країни.
Згодом тренував команди «Пістоєзе», «Мессіни», «Бассано» та «Вітербезе».
Останнім місцем тренерської роботи був клуб «Асколі», головним тренером команди якого Бертотто був протягом 2020 року.

## Статистика виступів

### Статистика клубних виступів
| Сезон                   | Команда                 | Чемпіонат               | Чемпіонат | Чемпіонат | Національний кубок | Національний кубок | Національний кубок | Єврокубки | Єврокубки | Єврокубки | Усього | Усього |
| Сезон                   | Команда                 | Ліга                    | Ігор      | Голів     | Ліга               | Ігор               | Голів              | Ліга      | Ігор      | Голів     | Ігор   | Голів  |
| ----------------------- | ----------------------- | ----------------------- | --------- | --------- | ------------------ | ------------------ | ------------------ | --------- | --------- | --------- | ------ | ------ |
| 1990–91                 | «Алессандрія»           | C2                      | 1         | 0         | КІ-C               | 0                  | 0                  | -         | -         | -         | 1      | 0      |
| 1991–92                 | «Алессандрія»           | C1                      | 0         | 0         | КІ-C               | 0                  | 0                  | -         | -         | -         | 0      | 0      |
| 1992–93                 | «Алессандрія»           | C1                      | 25        | 0         | КІ-C               | 2                  | 0                  | -         | -         | -         | 27     | 0      |
| Усього за «Алессандрію» | Усього за «Алессандрію» | Усього за «Алессандрію» | 26        | 0         |                    | 2                  | 0                  |           | -         | -         | 28     | 0      |
| 1993–94                 | «Удінезе»               | A                       | 21        | 1         | КІ                 | 2                  | 0                  | -         | -         | -         | 23     | 1      |
| 1994–95                 | «Удінезе»               | B                       | 13        | 0         | КІ                 | 2                  | 0                  | -         | -         | -         | 15     | 0      |
| 1995–96                 | «Удінезе»               | A                       | 28        | 1         | КІ                 | 2                  | 0                  | -         | -         | -         | 30     | 1      |
| 1996–97                 | «Удінезе»               | A                       | 24        | 0         | КІ                 | 1                  | 0                  | -         | -         | -         | 25     | 0      |
| 1997–98                 | «Удінезе»               | A                       | 30        | 0         | КІ                 | 4                  | 0                  | КУЄФА     | 4         | 0         | 38     | 0      |
| 1998–99                 | «Удінезе»               | A                       | 27        | 1         | КІ                 | 5                  | 0                  | КУЄФА     | 1         | 0         | 33     | 1      |
| 1999–00                 | «Удінезе»               | A                       | 30        | 0         | КІ                 | 0                  | 0                  | КУЄФА     | 6         | 0         | 36     | 0      |
| 2000–01                 | «Удінезе»               | A                       | 32        | 0         | КІ                 | 5                  | 1                  | Інт+КУЄФА | 3+4       | 0+0       | 44     | 1      |
| 2001–02                 | «Удінезе»               | A                       | 15        | 0         | КІ                 | 3                  | 1                  | -         | -         | -         | 18     | 1      |
| 2002–03                 | «Удінезе»               | A                       | 26        | 0         | КІ                 | 0                  | 0                  | -         | -         | -         | 26     | 0      |
| 2003–04                 | «Удінезе»               | A                       | 29        | 0         | КІ                 | 4                  | 0                  | КУЄФА     | 2         | 1         | 35     | 1      |
| 2004–05                 | «Удінезе»               | A                       | 35        | 0         | КІ                 | 3                  | 1                  | КУЄФА     | 2         | 0         | 40     | 1      |
| 2005–06                 | «Удінезе»               | A                       | 26        | 0         | КІ                 | 5                  | 0                  | ЛЧ+КУЄФА  | 7+3       | 0+0       | 41     | 0      |
| Усього за «Удінезе»     | Усього за «Удінезе»     | Усього за «Удінезе»     | 336       | 3         |                    | 36                 | 3                  |           | 32        | 1         | 404    | 7      |
| 2006–07                 | «Сієна»                 | A                       | 27        | 1         | КІ                 | 1                  | 0                  | -         | -         | -         | 28     | 1      |
| 2007–08                 | «Сієна»                 | A                       | 16        | 1         | КІ                 | 0                  | 0                  | -         | -         | -         | 16     | 1      |
| Усього за «Сієну»       | Усього за «Сієну»       | Усього за «Сієну»       | 43        | 2         |                    | 1                  | 0                  |           | -         | -         | 44     | 2      |
| 2008–09                 | «Венеція»               | ЛП1Д                    | 13+2      | 0+0       | КІ-ЛП              | 0                  | 0                  | -         | -         | -         | 15     | 0      |
| Усього за кар'єру       | Усього за кар'єру       | Усього за кар'єру       | 418+2     | 5         |                    | 39                 | 3                  |           | 32        | 1         | 491    | 9      |

### Статистика виступів за збірну
| Дата       | Місто    | Господарі | Результат | Гості     | Турнір            | Голи | Примітки |
| ---------- | -------- | --------- | --------- | --------- | ----------------- | ---- | -------- |
| 11-10-2000 | Анкона   | Італія    | 2 – 0     | Грузія    | Відбір до ЧС 2002 | -    |          |
| 15-11-2000 | Турин    | Італія    | 1 – 0     | Англія    | товариський матч  | -    | 74'      |
| 28-2-2001  | Рим      | Італія    | 1 – 2     | Аргентина | товариський матч  | -    | 53'      |
| 5-9-2001   | П'яченца | Італія    | 1 – 0     | Марокко   | товариський матч  | -    | 50'      |
| Усього     |          | Матчів    | 4         |           | Голів             | 0    |          |

## Титули і досягнення
- Володар Кубка Інтертото (1):

«Удінезе»: 2000